# M2o
m2o (Aussprache: emme due o) ist ein 2002 gegründeter italienischer Radiosender aus Rom. Der Radiosender gehört zur GEDI Gruppo Editoriale. Der Name ist eine Anspielung an die chemische Formel von Wasser, H2O. Dies wurde in den ersten Jahren durch den Slogan „musica allo stato puro“ („Musik im reinen Zustand“) unterstrichen. Später wurde der Slogan in „radio allo stato puro“ geändert und dann zu „radio m2o“ verkürzt.
Auf m2o wird vor allem Dance, Trance, Techno und House gespielt. Der Sender kooperiert mit zahlreichen bekannten DJs wie Gigi D’Agostino, Roberto Molinaro, Provenzano DJ, Diabolika, Gabry Ponte, Promiseland, Tiësto, DJ Ross, Molella und anderen. Bekannte Sendungen von m2o sind „Il Cammino di Gigi D’Agostino“, „Gabry2o“, „Song Selecta“ und „Out of Mind“. Auch „Risveglio muscolare“ und „0DB“ sind sehr bekannte und über die Landesgrenzen hinaus beliebte Sendungen.
Neu dazugekommen sind unter anderem „m2o – Diabolika“, „Out of Mind Sunday LIVE“, oder auch „Millybar“. Seit Januar 2009 wird unter dem Titel „Fuck Me I'm Famous“ eine wöchentliche Sendung von David Guetta gesendet.

## Empfang
Empfangbar ist der Sender in ganz Italien über UKW und DAB+. Zusätzlich wird über DAB+ der Spartensender "m2o Dance" verbreitet. Der Sender kann auch weltweit über den Livestream, der sich auf der Homepage von m2o befindet, gehört werden. Über DVB-T wird m2o auch verbreitet. Seit Juni 2008 ist m2o auch unverschlüsselt über die Hotbird-Satelliten auf 13°Ost empfangbar.

## m2o Compilation
Im Oktober 2002 veröffentlichte der Radiosender erstmals einen eigenen Musik-Sampler. Danach wurden im Abstand von ein paar Monaten verschiedene Sampler auf den Markt gebracht (z. B. m2o Club Chart, m2o Vol. 30, m2o Vol 38 im Jahr 2015, m2O Presenta Dance With Us: 3 2020, 4 2021 und 5 2022). Auf den CDs werden jeweils aktuelle Titel aus den Charts und Playlists des Senders versammelt, die zum Großteil namhafte Künstler umfassen. Alle Titel wurden von Provenzano DJ ausgewählt und neu abgemischt.